# Кудояма
Кудояма (яп. 九度山町 Кудояма-тё:) — посёлок в Японии, находящийся в уезде Ито префектуры Вакаяма. Площадь посёлка составляет 44,12 км², население — 4490 человек (1 августа 2014), плотность населения — 101,77 чел./км².

## Географическое положение
Посёлок расположен на острове Хонсю в префектуре Вакаяма региона Кинки. С ним граничат город Хасимото и посёлки Коя, Кацураги.

## Население
Население посёлка составляет 4490 человек (1 августа 2014), а плотность — 101,77 чел./км². Изменение численности населения с 1980 по 2005 годы:
| 1980 | 7693 чел. |  |
| 1985 | 7395 чел. |  |
| 1990 | 7076 чел. |  |
| 1995 | 6661 чел. |  |
| 2000 | 6073 чел. |  |
| 2005 | 5516 чел. |  |